# Jesper Zwisler
Jesper Zwisler (født 22. oktober 1962 i Roskilde) er en dansk embedsmand. Han var departementschef i Ministeriet for Børn, Ligestilling, Integration og Sociale forhold fra 2011 til 2015.
Han er uddannet cand.scient.pol. fra Københavns Universitet i 1991.